# Bienvenido Granda
Bienvenido Rosendo Granda Aguillera (Havana, 30 de agosto de 1915 — Cidade do México, 9 de julho de 1983) foi um cantor cubano de boleros, tangos e ritmos cubanos.
Por portar um grande bigode, era alcunhado de El bigote que canta (O bigode que canta).

## Biografia
Bienvenido Granda ficou órfão aos seis anos de idade. Descobriu sua vocação para os ritmos cubanos e os tangos ainda criança, quando cantava pelos ônibus em Cuba. Começou sua carreira entre as décadas de 1940 e 1950, em emissoras de rádio, como a Rádio Cadena Azul, Rádio Cadena Suaritos, Rádio Progreso, Rádio CMQ e Rádio RHC.
Seu primeiro conjunto chamava-se Sonora Matancera, em 1940. Atuou com esse grupo durante muitos anos, até que, em 1954, começou a sua carreira solo. Interpretou vários gêneros musicais cubanos e caribenhos, especialmente o bolero. Após a revolução cubana liderada por Fidel Castro, saiu de Cuba e apresentou-se em vários países da América Latina, vindo várias vezes ao Brasil em 1967, onde passou um ano, cantando no Recife, na Rádio Tamandaré, com apoio da gravadora Rozenblit. Fixou residência na Cidade do México, onde faleceu.

## Discografia
- Romance tropical
- 16 exitos con la Sonora Matancera
- Volume 14 de Grandes leyendas de la musica II
- Historia Musical

## Sucessos
Entre seus maiores sucessos constam:
- Perfume de gardenia (ouvir)
- Angustia<ref> (ouvir)
- Nostalgia<ref> (ouvir)
- En la orilla del mar (ouvir)
- Alguém me disse (ouvir)